# Hitra
Hitra è un comune norvegese della contea di Trøndelag.

## Storia
Hitra fu promossa a municipalità il 1º gennaio 1838. Frøya fu separata da Hitra nel 1877. Tre distretti dell'isola principale di Hitra furono successivamente separati (Fillan nel 1877, Kvenvær nel 1912 e Sandstad nel 1914) ma furono riuniti a Hitra nel il 1º gennaio 1964.

## Geografia fisica
Hitra è la settima più grande isola della Norvegia, e confina a nord con Frøya. Si trova nel Trondheimsfjord. Il punto più alto dell'isola si chiama Mørkdalstuwa, situato a 345 metri s.l.m. Il centro amministrativo di Hitra è Fillan. Tra Hitra e Frøya c'è una piccola isola chiamata Dolmøya.

## Stemma
Lo stemma risale al 1987, e su di esso è presente la testa del "Cervo Rosso".

## Infrastrutture e trasporti
La compagnia Kystekspressen effettua servizi di trasporti via mare da Trondheim e Kristiansund. C'è anche un tunnel, lungo 5610 metri (l'Hitraltunnel) che collega Hitra alla terraferma.